# 叶小文
叶小文（1950年8月—），男，汉族，湖南宁乡人，贵州大学哲学系毕业。中华人民共和国政治人物。中共第十六、十七届中央候补委员，第十八届中央委员，1995年至2009年间曾长期担任中华人民共和国国家宗教事务局局长职务，后任中央社会主义学院第一副院长、党组书记。
葉被批評是中共迫害宗教、踐踏人權的主要幫凶，被披露曾在內部表宣稱共產主義要消滅階級、消滅人對神的信仰。葉小文因為嚴重迫害法輪功學員，2006年被在美國紐約聯邦法庭提出集體控告煽動教唆仇恨、暴力、酷刑和群體滅絕。2023年申請入境台灣，被以迫害法輪功等信仰群體及安全理由拒絕入境。

## 生平

### 早年经历
叶小文在中学毕业后，和同时代青年一样，上山下乡；于1969年1月至1970年11月，在贵州省贵阳市孟关公社石龙大队当插队知识青年。1970年11月至1975年10月，先后在解放军后字276部队当宣传队员、3533工厂化验员。1975年9月加入中国共产党。1975年10月，到贵州省群众艺术馆工作。一年后，被推荐到贵州大学哲学系学习。
大学毕业后，叶小文继续在贵州省社科院研究生班哲学专业学习。结业后，留在贵州省社科院哲学研究所工作；1983年8月，升任助理研究员。1984年出任贵州省社科院社会学所副所长、贵州省社会学会副会长兼秘书长。

### 从政经历
1985年10月，任共青团贵州省委书记，开始了从政之路。值得注意的是，时任中共贵州省委书记的正是胡锦涛。1990年，任共青团中央统战部副部长（正局级）、全国青联副秘书长。
1991年，离开共青团系统，出任中共中央统战部民族宗教局局长。1995年5月，任国务院宗教事务局局长。1998年3月，国务院决定，将“国务院宗教事务局”更名为“国家宗教事务局”，叶小文继续担任局长职务。此外，他还当选第九、十、十一届全国政协常务委员；曾兼任全国哲学社会科学规划领导小组社会学学科组成员，中国宗教学会顾问，中国社会学会、中国人权研究会常务理事，中国综合开发研究院理事，中央社会主义学院、公安大学等兼职教授。叶小文负责国家宗教事务局前后14年。
2009年9月，任中央社会主义学院党组书记、第一副院长。2016年2月，卸任中央社会主义学院党组书记、第一副院长。

## 任宗教局長14年
葉小文1995年至2009年擔任宗教局長，對佛教、天主教等都有爭議言行。葉小文2008年接受中外記者訪問時，一名外國記者提問「有宗教信仰的人能不能入共產黨？」葉小文稱「共產黨人不信教，信教的人不入黨。」另有記者提問「有宗教信仰的西藏民眾有人入黨嗎？」葉小文語塞。

### 被指曾稱中共要消滅地球上所有宗教信仰
2018年3月中共的「機構改革」，國家宗教事務局被併入「中央統戰部」。葉小文被指擅長用宗教包裝統戰。中國國家傑出工程設計金獎獲得者、前中國建設部高級工程師何立志披露，2000年3月在單位觀看一段中共內參視頻，時任宗教局長葉小文宣講中共鎮壓信仰的政策，宣稱所謂共產主義不僅要消滅階級，更重要任務是消滅人對神的信仰，中共在過去50年取得「非常令人滿意的成績」，幾乎消滅了漢族人的信仰傳統。葉小文影片中告訴與會官員，中共在《憲法》宣稱「保護宗教信仰自由」，目的是防止少數民族地區的信教群眾反彈強烈、引發民族分裂；但實際工作中，要以「消滅宗教」的最終目的為準則。葉小文說，為此，中共採取了3個具體措施，例如一是用名利統戰宗教首領、二是對無法收買的宗教領袖就嚴厲打壓、三是全面灌輸無神論；現存的宗教，都被改造成為「社會主義政治」服務的一部分，共產黨說什麼，現存宗教就跟著說什麼。林保華評論認為，中國共產黨視宗教為「麻醉人民的鴉片煙」，中共與葉小文利用佛教來「以教制教」，還曾派派遣共產黨人擔任佛教協會會長。

### 稱天主教樞機主教「分裂國家危害人民」
已故中國天主教樞機主教龔品梅，生前抵制中國共產黨政權對天主教會的「改造」和「滲透」，被中共以「龔品梅反革命集團」首犯的罪名判處無期徒刑，前後被監禁33年。龔品梅樞機主教基金會主席龔民權2012年撰文，指龔品梅樞機因拒絕與天主教切斷關係而長年坐牢，曾在1997年向當時訪美的江澤民呼籲容許中國宗教自由，結果隔年被沒收護照，文章還說，當外界質疑為何要阻撓龔品梅回中國，葉小文1998年2月在紐約接受中國報界訪問時說：「龔品梅犯了分裂國家和危害人民的罪行」。

### 打壓基督教家庭教會為「邪教」
2000年3月，葉小文公開聲稱中華福音團契家庭教會為「邪教組織」，該團契的四名領袖被中共以「邪教頭目」名義、「利用邪教破壞法律實施」之罪名判勞改，中共又行動打壓該團契在各地的成員。

### 因迫害法輪功被中華民國政府拒絕入境
星雲法師過世，葉小文2023年2月申請來台灣參加典禮，中華民國大陸委員會核准120人入境，葉小文遭拒發入境許可。有12位中共國台辦及統戰部現任官員想來台參與，中共稱受到台方阻擋，陸委會表示，是陸方未循既有機制申請在先，竟諉稱受台灣阻擋，明顯是政治操作。。台灣中央社報導，中共方曾威脅，若不讓葉小文與中共統戰部人員赴台灣，可以繞過向中華民國陸委會申請的既有管道，就連帶讓「中國佛教協會」的僧眾代表，都不准赴台灣參與弔唁典禮。

陸委會表示，考量葉小文曾遭民間團體指控涉及迫害宗教自由，並於2009年間來台參加「世界佛教論壇」期間，發生民眾陳抗衝突事件，主管機關基於維護社會安定與相關安全考量，對於其後續申請入境案都未予許可。發言人邱垂正證實，葉因為曾迫害法輪功學員，被台灣移民署註記（國民黨馬英九政府執政時期），邱垂正並呼籲中共尊重信仰及宗教自由。中華民國立法會2010年曾通過決議，要求政府主管機關對嚴重違反人權的中共高幹，拒絕入境；陸委會曾證實，拒絕中共主責迫害法輪功的610辦公室官員入境。
台灣法輪功人權律師團11日晚間發表四點聲明，稱葉小文是「人權惡棍」「應首先向千千萬萬遭其迫害的法輪功學員及家屬和其他信仰團體人士道歉、謝罪、弔唁」；並稱台灣政府拒絕觸犯群體滅絕罪及反人類罪的葉小文入境完全合法合理，符合民主台灣「人權立國」的國策、及2010年12月立法院通過「不邀訪、不歡迎、不接待人權惡棍」的提案訴求，及16個縣市議會所通過的「三不決議」；這是兼顧人權人道的決定，是「向國際社會展現台灣民主法治的價值不容中共挑戰」。。

民進黨回應中共，陸委會已清楚說明過程與無法許可的理由，對於中共當局一再「作賊喊抓賊」，將責任強推到台灣政府，中共這種統戰分化手法，台灣人民不會接受，只會破壞兩岸關係的良性發展。民進黨指出「葉小文違反人權迫害法輪功宗教自由，殘害宗教自由的黑歷史罄竹難書」，在馬英九執政時期已被註記黑名單，在美國、加拿大、英國都有對葉小文的相關訴訟及抵制，是高度爭議性人物；這種詆毀宗教人權、打壓信仰自由，居然誆稱「人道主義」？實在令人啼笑皆非。國民黨發言人表示，國民黨「暫無回應」。國民黨有立法委員則基於人權與安全，認同陸委會拒絕入境的決定。時代力量黨主席陳椒華指出，政府依國際慣例禁止入境，有相當充足的理由，做法並無不妥。民眾黨立法院黨團總召邱臣遠呼籲，中方應避免敏感的政治因素加入。

葉小文以中共宗教局長身份，2009年到台灣參加「世界佛教論壇」。自由時報報導稱，對葉以宗教為名，大行對台灣統戰的作法，部分宗教團體早不以為然；葉小文被指實質是中共特務，從1995年擔任中共宗教局長，緊隨江迫害法輪功，葉一直利用各個系統進行散佈污衊法輪功的言論、鼓動中國人民仇恨法輪功。2006年法輪功學員在美國紐約的聯邦法庭，集體控告葉小文等人，利用宗教活動形式詆毀法輪功、煽動教唆針對法輪功學員的仇恨、暴力、酷刑和群體滅絕。2017年，美國國務院接獲嚴重迫害法輪功的被控告中共官員名單，包括葉小文及其副手王作安，被希望依據《全球馬格尼茨基人權問責法》，禁止入境。

### 被指搞「政教合一」加劇中國佛教亂象
中共體制內學者、北京藏學學者降邊嘉措2015年發文〈葉小文現象批判〉，猛烈抨擊葉是中國大陸「這些年假活佛猖獗、藏傳佛教界亂象叢生」的罪魁禍首、是假活佛的始作俑者，質疑葉藉此牟利，並指葉小文任宗教局長14年實際實行「政教合一」，是除文化大革命時期外，中國藏傳佛教界最混亂、問題最多的時期，葉小文卻「把恥辱拿來吹噓。」文章質疑，葉小文膽大妄為，與六四以後中共中央領導的變更有著密切聯繫等因素；被外界認為，指涉後台是江澤民。。

### 官方宗教神職僧侶「官本位」金錢買職位
媒體在2006年披露，中共官方寺廟主持、天主教主教、基督教牧師的職位，可用金錢購買，根據「官本位」行情標價：科級30萬人民幣、廳級80萬元，級別可高到全國人大代表和政協委員；之所以花錢去當宗教領袖，是因爲當上後可掌握轄區內經濟大權、並享受中共官方給予的政治待遇、名利雙收。有港媒2006年披露，中國佛教協會常務副會長聖輝和尚也承認宗教界存在買賣職位的醜聞；該報導稱「官本位盛行」，寺廟根據政治影響力，被定位爲處級寺廟、廳級寺廟，有些出家人爲了升任「處級和尚」或者「廳級和尚」去巴結高官，「爭得頭破血流」。香港東周刊披露，知名的廣州光孝寺、廣東海幢寺、海南省南山寺，出了花和尚，不少和尚出家是當「打工和尚」賺錢；一些和尚在寺內抽菸聚賭、放假時出門花天酒地。。

### 被指金瓶掣籤作弊選中共指定班禪
西藏流亡政府駐台代表達瓦才仁稱葉小文「毀滅佛教」，是「長期打壓西藏宗教的劊子手」，關閉了許多寺廟、焚毀經書、派中共武警進駐寺廟，進行中共「愛國教育」、不准僧人讀經、強迫僧人對外攻擊達賴喇嘛。葉在任內頒訂中共制定所謂「轉世活佛認定辦法」，類似中共任命局處首長辦法，徹底破壞了藏傳佛教的體制。

1995年12月，葉小文作为国务院特派专员，赴西藏参与主持第十一世班禅的金瓶掣签和坐床大典。第八世阿嘉呼圖克圖阿嘉·洛桑圖旦·久美嘉措（阿嘉仁波切）於其自傳《順水逆風》（Surviving the Dragon）中声称中共當局逮捕十四世達賴喇嘛所認定第十世班禪額爾德尼的轉世靈童更登確吉尼瑪後，在另行舉辦「金瓶掣籤」時「從拉薩賓館到大昭寺的路上，沿路兩邊都是全副武裝的武警，頭上戴鋼盔，手上拿著槍。到了大昭寺，裡頭坐得滿滿的，但很多都是不認識的人，估計都是便衣員警。」以提防藏傳佛教的高僧及情勢失控。葉小文親口承認如何動手腳以確保抽出屬意的人選，這位宗教局長在儀式後返回北京的專機上親口向阿嘉仁波切、嘉木樣活佛、與李鐵映說：「我們在選定靈童過程中力求做到萬無一失，（我們）在一個裝寫有候選人姓名的象牙簽的錦套中塞了棉花，讓這個候選人的簽高出一截，因此才順利的選中了合適的候選人。」《人民日報》駐西藏記者劉偉也親臨場並發表報道說，金瓶掣簽舉行前最後驗看名簽的是葉小文，「他驗完簽後，拿起托盤中細長的黃緞封套，將名簽套上。可能黃緞套過於細瘦，封裝每只簽，葉小文都用了很長時間」，「終於，葉小文鎮定地將三支名簽都裝進了黃緞封套，他抬起頭來，神色明顯輕鬆了許多。」阿嘉仁波切之後被中共指定為「漢班禪」確吉傑布的經師。